# Pasir Bangun
Pasir Bangun is een bestuurslaag in het regentschap Aceh Tenggara van de provincie Atjeh, Indonesië. Pasir Bangun telt 725 inwoners (volkstelling 2010).